# Pessegueiro
Pessegueiro ist eine Gemeinde (Freguesia) im portugiesischen Kreis Pampilhosa da Serra. In ihr leben 187 Einwohner (Stand 19. April 2021).